# Compagnie des tramways électriques d'Oran

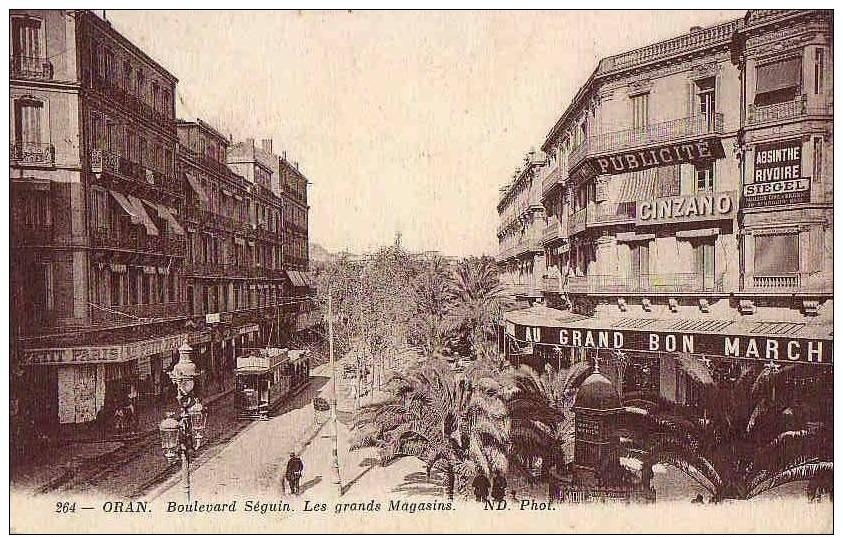
Un tramway tractant une remorque sur le boulevard Seguin

La Compagnie des tramways électriques d'Oran (TEO), a exploité dans la ville d'Oran en Algérie un réseau de tramways électriques  entre 1899 et 1951. L'écartement des voies est de 1 055 mm.
La concession est attribuée à monsieur Ennemond Faye en 1897. Le réseau est déclaré d'utilité publique le 5 juin 1898.La première ligne est mise en service le 3 février 1899.
Le dernier tramway circule le 2 décembre 1951.

## Les lignes
Le réseau comprend à l'origine les lignes suivantes :
- Ligne I :  place d'Armes  -  quai Bougainville
- Ligne Ibis :  place d'Armes  - gare maritime
- Ligne II :  place d'Armes  -  Eckmul-Noiseux
- Ligne III :  place d'Armes  -  cimetière européen
- Ligne IV :  place d'Armes  -  gare de Karguentah ; (gare PLM)
- Ligne V :  place d'Armes  -   Saint-Eugène -
- Ligne VI :  place d'Armes  -   village Gambetta.

À cela s'ajoute une ligne suburbaine :
- Oran - Aïn-el-Turck

## Liens
- Les tramways sur la place d'Armes
- Histoire financière de la compagnie des tramways d'Oran
- Compagnie du tramway d'Oran à Hammam Bou-Hadjar